# Грец, Руди
Руди Грец (родился 24 июня 1907 года, умер 1 октября 1977 года в Берлине, ГДР) — немецкий эсперантист и дипломат из ГДР.

## Жизнь

### Политическая деятельность и эсперанто

#### До 1933 года
По профессии Грец был деловым помощником. Осенью 1922 года прошёл обучающий курс Эсперанто-ассоциации немецких рабочих. С этого началась его деятельность в качестве преподавателя эсперанто и председателя Эсперанто-ассоциации рабочих в регионе Росток. С 1924 по 1930 год Грец был членом СДПГ, затем с 1930 по 1933 год — членом КПГ. Также был главой Ассоциации вольнодумцев (Freidenker-Verband) с 1927 по 1933 год. Среди прочего, Вильгельм Эйльдерманн передал Гретцу, как должностному лицу Ростокского отделения КПГ, тексты и деньги на покупку печатных матриц, после чего тот в квартире Эмиля Нилса изготовил листовки с призывом «Рабочие, начинайте массовую забастовку!»
В 1933 году был арестован гестапо. Во времена национал-социализма деятельность эсперанто-ассоциаций была запрещена под угрозой высшей меры наказания.

#### После Второй мировой войны
С 1965 по 1977 год Грец был президентом Центральной рабочей группы «Эсперанто» в Немецком культурном союзе (ZAKE) и членом комитета Всемирной эсперанто-ассоциации. После возрождения эсперанто-движения в ГДР в 1965 году Грец был избран представителем на Всемирном конгрессе эсперантистов и других международных встречах. Он также был функционером Mondpaca Esperantista Movado (движение эсперантистов за мир во всём мире). В рамках инициативы Proleta Esperanta Korespondanto (с эсп. — «пролетарский эсперанто-корреспондент») Грец много переписывался с рабочими Советского Союза.
Его статьи часто появлялись в журналах PACO и Der Esperantist.
Грец, как и Людвиг Шёдль, поддерживал ГДР, был членом СЕПГ и в то же время активно продвигал эсперанто.

### Профессиональная деятельность в ГДР
С 1957 по 1964 год был советником по торговле и главой Торговой палаты ГДР в Исландии (1959—60) и Дании (1960—64). С 1965 года и до своей смерти в 1977 году Грец был директором выставок (первый председатель, директор выставок Министерства внешней и внутренней торговли ГДР, Берлин).

## Награды
- 1977: Орден «За заслуги перед Отечеством» в серебре, вручён Эрихом Хонеккером по случаю 70-летия[11]